# Lund (Norvegia)
Lund è un comune norvegese della contea di Rogaland.